# Paul Komen
Paul Komen is een Nederlandse klassiek pianist.

## Opleiding
Komen maakte op dertienjarige leeftijd zijn debuut als uitvoerend musicus tijdens een radio-opname met werk van Bach en Scriabin. Hij ging studeren aan het Sweelinck Conservatorium te Amsterdam bij Jan Wijn waar hij cum laude afstudeerde. Hierna ging hij verder studeren bij Hans Leygraf in Hannover, bij György Sándor in New York en bij György Sebők in Bloomington.

## Optredens
In 1980 maakte hij zijn debuut als solist in de Grote Zaal van het Concertgebouw te Amsterdam waar hij samen met het Radio Philharmonisch Orkest optrad onder leiding van Sergiu Comissiona. In datzelfde jaar trad hij ook op in Londen in de Wigmore Hall. In 1989 gaf hij een aantal recitals in de Carnegie Hall in New York en in de National Gallery in Washington. Komen specialiseerde zich tevens in het spel op historische instrumenten en speelde hierdoor op diverse festivals voor oude muziek, zoals het Festival Oude Muziek Utrecht, de Dresdner Muzikfestspiele, Festspiel Sans Soucis te Potsdam, Le Festival de Piano de La Roque d’Anthéron en Musica Antigua in Barcelona. Hij verzorgde ook een optreden met het Orkest van de Achttiende Eeuw onder leiding van Frans Brüggen. Komen treedt regelmatig op samen met Emmy Verhey (op viool) en Jacob Slagter (hoorn).

## Lespraktijk
Komen is hoofdvakdocent piano en docent kamermuziek aan het Prins Claus Conservatorium in Groningen. Verder werd hij na het overlijden van Rian de Waal in mei 2011 artistiek leider van het Peter de Grote Festival in Groningen.

## Discografie
- Diverse cd's met werk van Mompou[2], Scriabin, Beethoven, Schubert, Schumann, Brahms, Chopin. Voor een van zijn cd's ontving hij in 1994 een Edison.[3]